# Mines de Bellmunt del Priorat
Les Mines de Bellmunt del Priorat és una antiga explotació minera del municipi de Bellmunt del Priorat (Priorat). El conjunt d'instal·lacions i edificis de la colònia estan protegits com a béns culturals d'interès local.

## Mina Eugènia
Ampli conjunt d'instal·lacions mineres dedicades a l'extracció de mineral de plom, avui abandonades i enrunades. La construcció més àmplia la constitueix la torre del pou i dues naus annexes. El sistema incloïa el pou d'extracció, diferents porgadors, trituradores i rentadores de mineral. A fi d'aprofitar el mineral més pobre hi havia dos sistemes diferents de fosa. El principal assoleix la profunditat de 340 m fins a la galeria principal.

## Mina Règia
Conjunt d'edificis en estat ruïnós format per un cos bastit de maó amb quatre cossos d'alçada desigual, destinats a l'extracció, amb un pou i torre, rentadors, foneria, instal·lacions elèctriques, etc. El segon cos és constituït per habitatges, oficina, serveis, etc. El conjunt forma una planta en U i es troba actualment en estat ruïnós i completament abandonat. La Mina Regia controlava a través del seu pou Federico tres mines molt antigues, dites "Volante", "Perrisona" i "Campana", totes elles allunyades del poble.

## Edifici de l'administrador
Edifici de planta quadrada format de planta baixa i dos pisos i cobert per una teulada a dues vessants. A la planta baixa, un ampli porxo envolta la casa, sostingut al davant i al darrere per columnes geminades de fosa que suporten arcs de mig punt i semiel·líptics que constitueixen una balconada contínua a l'altura del primer pis. Aquesta, a banda i banda de la façana principal, presenta esplèndides galeries de fusta amb vidrieres, avui destruïdes. Aquelles arcades són decorades amb palets de riu i l'edifici, arrebossat imitant carreus ressaltats, és rematat per u frontó amb elements decoratius a base de fulles.
El conjunt, en altre temps envoltat per jardins, era destinat a l'habitatge de l'administrador i a serveis de la mina: menjador, infermeria, oficines, laboratori, arxiu, serveis sanitaris, etc.

## Casa de la Mina
Edifici de planta rectangular de planta baixa i un pis, cobert actualment per una teulada de fibrociment. A la planta baixa s'obren tres portes i dues finestres i al pis tres finestres i dos balcons. Sota l'ampli ràfec hi ha un fris amb esgrafiats representant dragons. La resta de la façana no presenta interès, malgrat que el conjunt escapa de la tipologia tradicional.
Fou construïda el 1905 com habitatge per a personal qualificat. A la fi de l'explotació el 1972, l'edifici fou venut a diferents particulars.

## Colònia minera
Conjunt de múltiples blocs d'habitatges, de planta rectangular amb planta baixa i un pis, o de planta baixa sola, bastits de maçoneria i de maó, arrebossats, en alguns casos pintats i coberts per teulades a dues vessants de fibrociment i, més rarament, de teula. Els de més entitat formal disposen de porxos a la planta baixa i de galeria oberta al primer pis. Cada bloc es compon d'un nombre variable d'habitatges unifamiliars. Sense tenir cap mena de valor arquitectònic, són interessants de destacar per la seva tipologia aliena al model popular tradicional i pel seu valor com a conjunt dins el context urbà.

## Economat
Edifici de planta rectangular, de planta baixa i un pis, bastit de maçoneria vista a la planta baixa i de maó vist al pis. Cobert per teulada de fibrociment a dues vessants. A la planta baixa s'obren tres portes i tres finestres, i al pis tres balcons i dues finestres. Malgrat que l'interès arquitectònic de l'edifici és escàs, resulta interessant com a element atípic dins el conjunt de la població.
Era destinat a habitatge per a personal qualificat, tal com encarregats i guardes i, ensems, a economat per als treballadors de la mina.

## Història
Les mines de Bellmunt del Priorat són conegudes i explotades des de fa segles. La més important de totes era explotada per la societat "Folch y Albiñana", sota la qual es construïren la major part dels edificis actuals. El primer de gener de 1917 se'n feu càrrec "Minas del Priorato, S.A." que rellança l'explotació. Durant la dècada dels anys vint assolí el màxim nombre de treballadors i, d'una manera progressiva s'ampliaren les instal·lacions. A partir dels anys 60 minvà la producció a causa de l'encariment dels costos socials i el manteniment del preu del mineral, la qual cosa obligà finalment el 1972 a tancar el pou de Sant Jacinto des d'on s'explotava la Mina Eugènia. Les instal·lacions foren desmantellades, el pou abandonat i actualment inundat.
El xalet de l'administrador fou construït el 1905 i des del gener del 1917 passà a ser la seu local de l'empresa. Des del 1972, any del cessament de l'explotació, l'edifici restà abandonat.
Els primers blocs de la colònia foren bastits entre 1915 i 1920, arran de l'ampliació de l'explotació a causa de la major demanda de plom, per a donar casa als minaires. Se'n construïren en quatre ocasions més, la darrera de les quals fou el 1964. Al tancament de l'explotació, l'empresa acomiadà els treballadors, que marxaren en una gran majoria, i vengué les cases, que foren adquirides principalment com a segones residències.